# Norev
 (août 2025).
Si vous disposez d'ouvrages ou d'articles de référence ou si vous connaissez des sites web de qualité traitant du thème abordé ici, merci de compléter l'article en donnant les références utiles à sa vérifiabilité et en les liant à la section « Notes et références ».
Norev est une entreprise française de modélisme automobile créée en septembre 1945, à Villeurbanne.
Le nom de la société est l'anacyclique de Véron, nom des trois frères créateurs de la marque : Paul, Joseph et Émile Véron (ce dernier créera plus tard Majorette), et est aussi un raccourci phonétique de l'expression (les jouets de) « Nos rêves » (d'enfant).
L’entreprise sera reprise en 1986 par Marc Fischer, le gendre de Paul Véron puis, à partir de 1998, par le fils de celui-ci, Axel Fischer.

## Historique
Les premières productions étaient de simples jouets en plastique (machines à coudre, biberons, pot de chambre, montres et finalement des garages et des autos miniatures au 1/72 environ), sans rapport avec la production à venir. Face au succès des autos Dinky Toys au 1/43, la firme se tourne vers le moulage plastique de véhicules miniatures en 1953.

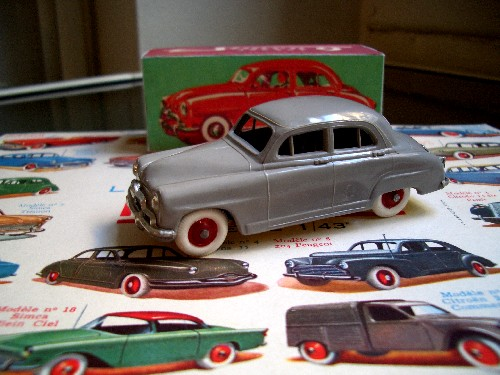
La première miniature 1/43 de Norev (1953).

Pour limiter les coûts de production, le plastique utilisé est teinté dans la masse : c'est la rhodialite développée par Rhône-Poulenc et Rhodiacéta,. Le premier modèle est la Simca Aronde. Celui-ci se reconnaît à son plancher métallique doré et sa fameuse boîte illustrée d'un lapin jouant de l’accordéon. Viendront ensuite la Ford Vedette (version civile et version ambulance) la Citroën 15 Six, la Panhard Dyna Z et la 4CV. Ces premières séries ont des pare-chocs métallisés assez fins et fidèles mais des roues de couleur, des pneus blancs peu réalistes et une antenne radio pour la version « luxe ». Ces miniatures sont vendues dans des boîtes caisses (à partir de 1955) dont une des faces est illustrée du modèle et une autre reprend les principales caractéristiques et performances du modèle. Parmi les nombreux modèles produits, on peut citer la 2CV, la 2CV commerciale, la DS, la 203, la 403, la Vedette dépanneuse, les Simca Beaulieu, Chambord, Ariane, Ariane 4, Versailles, Miramas, Trianon et Marly Ambulance mais aussi des modèles étrangers tels que la Lancia Aurelia, l'Alfa Romeo Giulietta et des véhicules de course Maserati et Mercedes.

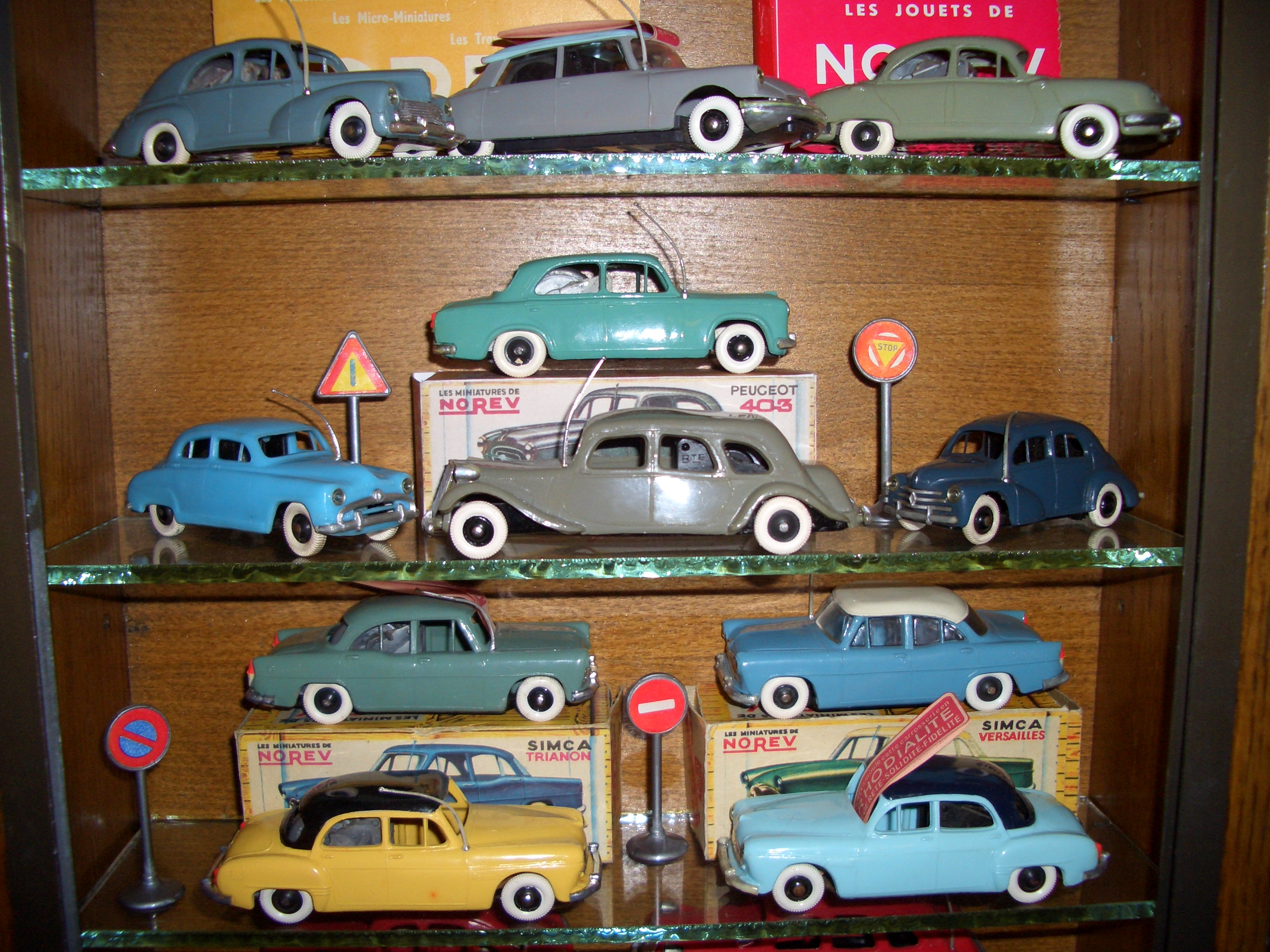
Ensemble de Norev « mécaniques » (1955/1957).

Dans les années 1960, Norev reproduit une gamme assez large de véhicules de tourisme (Peugeot 204 et 404, Citroën 2CV, 3CV, Ami 6…), de sport (Maserati Ghibli, Ferrari 246), de course mais aussi des utilitaires (Renault Estafette, Citroën HY, Peugeot J7), des camions (Berliet TBO porte automobiles, benne, porte engins, etc.), des autobus urbains, des engins de travaux publics (niveleuse Richier, grue pelleteuse articulée…) et même un camion de pompiers. Les boîtes en carton sont remplacées par des boîtes à socle recouvertes d'un Rhodoïd puis par des boîtes à opercules, dites boîtes à oreilles et enfin des boites à socles recouverts par une coque plastique. Des essais de diversification avec des modèles peints plutôt que colorés dans la masse sont tentés, mais sans succès (par exemple avec des modèles comme la Fiat 2300, la Ford Anglia, la Mini…). Afin d’accroître ses ventes, Norev produit des voitures avec puis sans vitrage, et vendues dans des boîtes spécifiques à damier ou des boîtes en carton percées d'un orifice pour laisser voir la couleur du véhicule. Ce sera la série Baby.

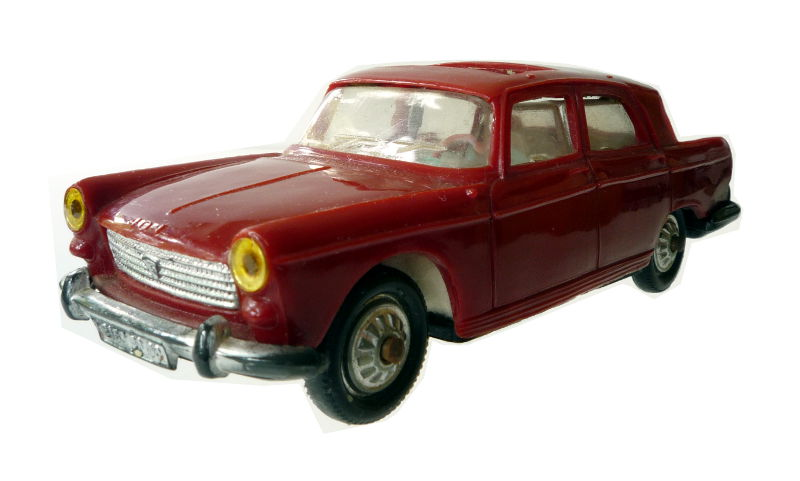
Peugeot 404 en miniature Norev au 1/43^{e} (1970 environ).

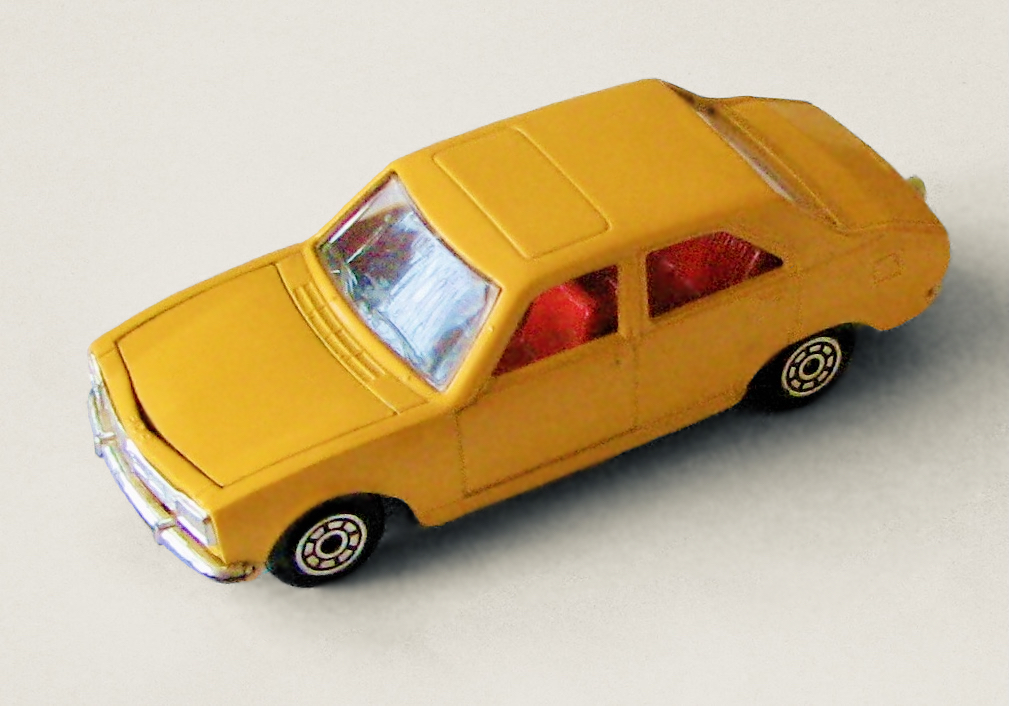
Peugeot 504 Norev au 1/43^{e}.

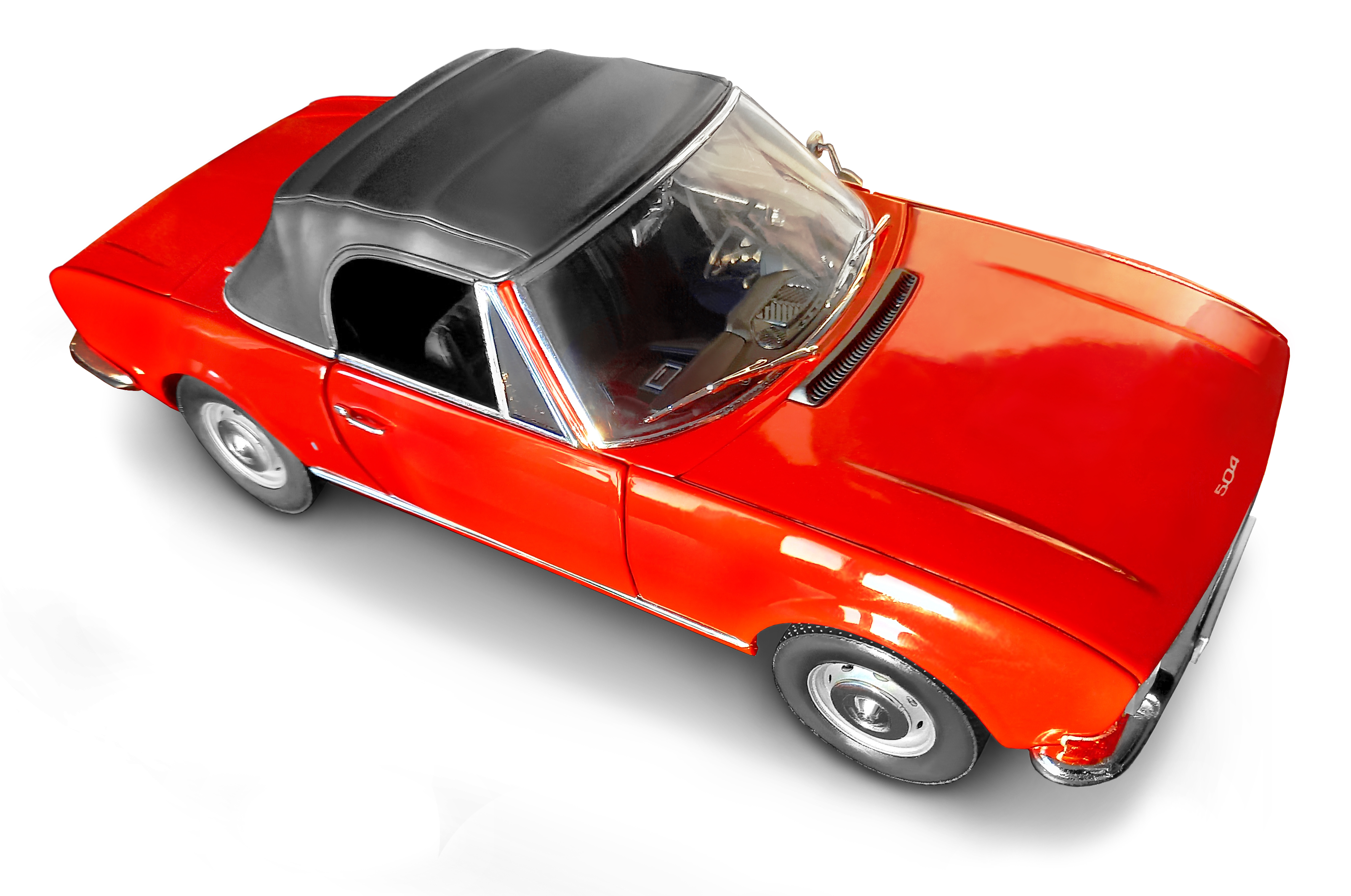
Peugeot 504 cabriolet Norev au 1/18^{e}.

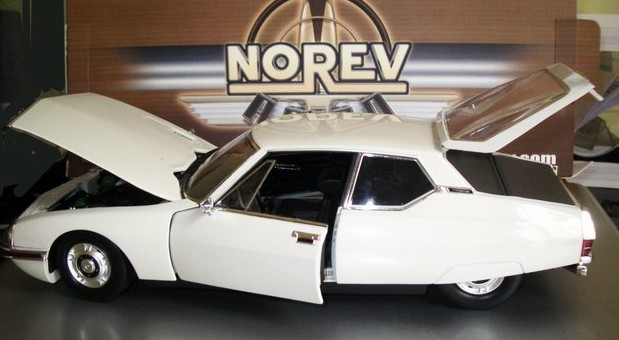
Citroën SM Norev au 1/18^{e}.

La finesse de la gravure, la présence de pièces rapportées, rendent ces miniatures attrayantes et en raison d'un prix peu élevé. La firme finit par renoncer à l'usage de la rhodialite peu fiable dans le temps (victime de ce que l'on appelle la maladie du plastique qui frappe aussi des marques comme Joustra ou Gégé). Norev va se tourner aussi vers la production de miniatures en métal sous l'appellation Jet-car après avoir essayé, dans la série Cométal, un retour vers un mélange entre plancher métal et caisse plastique. Les modèles Cométal sont la Renault 4L, la 2CV, la 2CV commerciale (dont une version publicitaire pour la maison de champagne Canard-Duchêne) et la VW Coccinelle. Norev va aussi se lancer dans la fabrication de modèles au 1/86e, avec la série réputée des « micro-miniatures » et sa variation en métal, la série des « micro-métals ».
Pendant toute cette période, la qualité et la diversité des Norev vont croître rapidement. Il est à noter que les modèles d'origine ont été repris et améliorés, et sont toujours produits.
En 1976, la firme cède au créateur de la marque Eligor quelques modèles : le Citroën HY, la 3CV Fourgonnette, la Traction, la Rosalie, mais aussi la Renault 4CV, les Peugeot 203 et 403, la Chrysler New Yorker et bien d'autres. C'est l'entreprise LBS, dirigée par Louis Surber, qui assurera la fabrication de ces miniatures destinées aux collectionneurs.
En 1986, la société est reprise par Marc Fischer. Après avoir abandonné la production de jouets, le modéliste va alors s'orienter vers le marché des miniatures de collection alors en plein essor. Norev produit des répliques officielles de voitures françaises vendues par les concessions Peugeot et Citroën. Peugeot sera le symbole de ce nouveau départ avec la 206. Une partie des miniatures vendues chez Renault provient également de chez Norev. La société a également réédité les modèles originaux qui sont fabriqués en Chine et vendus sur abonnement.
Les collections de miniatures, vendues en très grand nombre dans les librairies, ont permis d'amortir la création de nouveaux modèles en vendant à plus faible prix des miniatures moins détaillées mais issues des mêmes moules que la production destinée au commerce traditionnel.
La firme est toujours en activité commerciale en France à Vaulx-en-Velin mais la production est délocalisée en Asie du Sud-Est. Elle produit des véhicules aux échelles de :
- 1/12e - gamme très récente
- 1/18e - gamme récente
- 1/43e - depuis ses débuts, d’abord en plastique puis en métal
- 1/64e - Minijet
- 1/87e - d'abord au 1/86e dès 1957 avec, à partir du début des années 1970, une série en métal, les « micro-métals ». Aujourd’hui, les modèles fabriqués sont à l’échelle HO est sont issus pour la plupart de moules du fabricant Universal Hobbies.

Norev s'est aussi lancé avec succès dans la reprise de marques reconnues telles que CIJ, JRD ou Spot On. De plus, la société fait fabriquer par des entreprises tierces les reproductions de Dinky Toys qui sont commercialisées par les éditions Atlas.
La marque Norev a également commercialisé des panneaux de signalisation routière, des tapis de jeux, des châteaux forts et des éléments appartenant à l'agriculture (fermes, tracteurs miniatures et figurines d'animaux fermiers).

## Identité visuelle

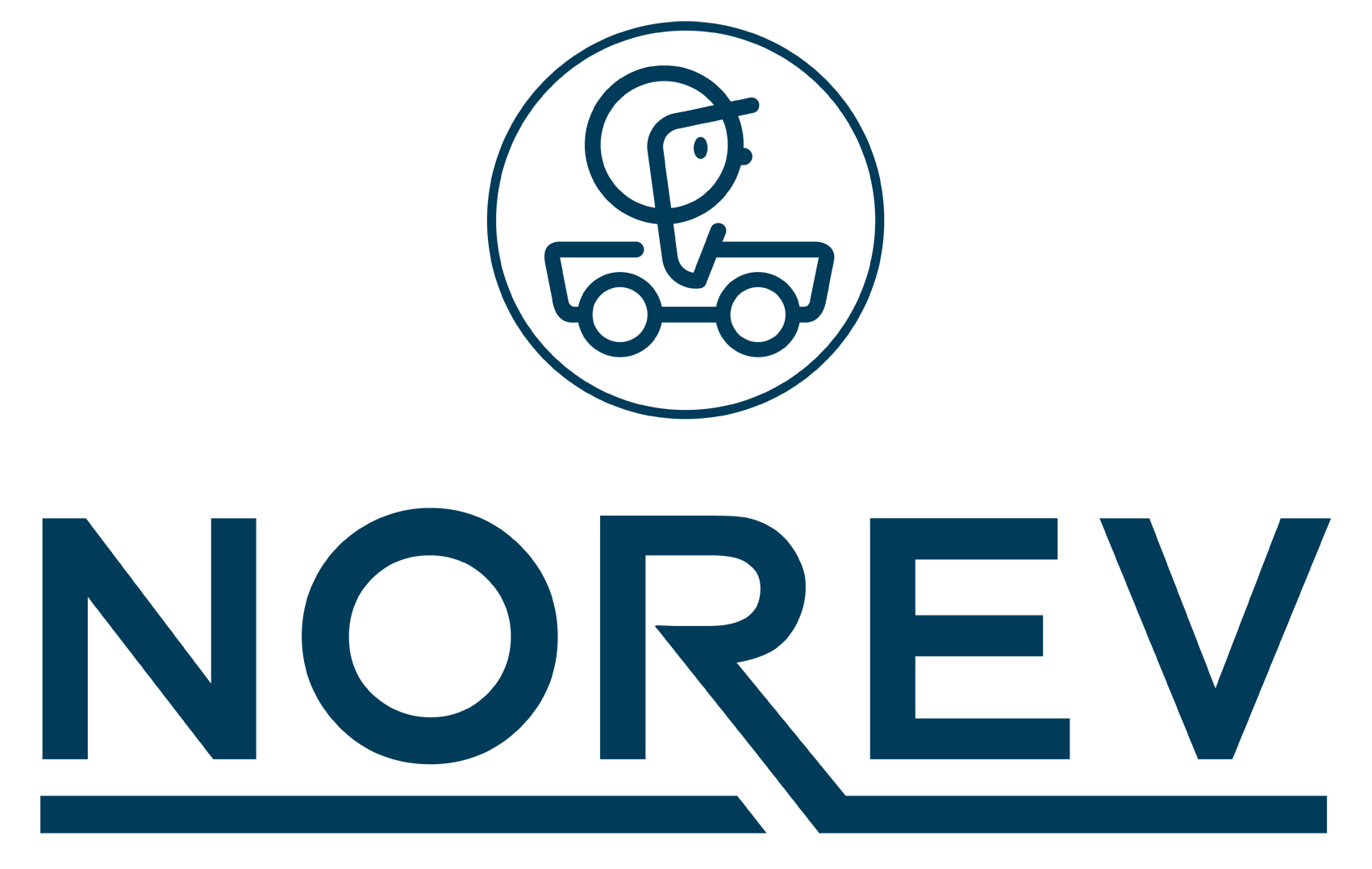
Logo de Norev depuis 2014.
Variante sans la mascotte.